# Castrul roman de la Brâncovenești
În castrul roman de la Brâncovenești, județul Mureș, a fost descoperită o Lupa Capitolina.